# A Broken Frame
A Broken Frame (в пер. англ. «Сломанная структура») — второй студийный альбом британской группы Depeche Mode, выпущенный 27 сентября 1982 года, первый альбом, записанный группой после ухода Винса Кларка, который создал новый ансамбль Yazoo с певицей Элисон Мойе.

## Об альбоме
A Broken Frame стал более серьёзной и мрачной работой, в отличие от своего предшественника. Именно с этого альбома Мартин Гор стал основным и фактически единственным автором песен Depeche Mode до 2005 года. Тем не менее, ни один из синглов не имел долговременного успеха. A Broken Frame стал единственным альбомом, ни одна песня из которого не была представлена на концертном видеоальбоме 101 и сборнике ремиксов Remixes 81–04. В период с 1987 по 2006 год песни с этого альбома не исполнялись группой на концертах. Алан Уайлдер хотел, чтобы во время гастролей Devotional Tour в 1993 году была исполнена композиция «The Sun and the Rainfall», но идея не была поддержана остальными членами группы. Песня «Leave in Silence» была исполнена в акустическом переложении в Париже во время гастрольного тура Touring the Angel в феврале 2006 года. Другая негативная сторона альбома — это то, что видеоклипы, созданные Джулиэном Темплом на песни «Leave in Silence», «See You» и «The Meaning of Love», не понравились группе из-за старомодности и странных действий, которые музыкантам приходилось совершать во время съёмок. Ни один клип в итоге официально так и не транслировался на телевидении.
После релиза A Broken Frame Depeche Mode отправились в своё первое мировое турне, которое включало в себя посещение Северной Америки, Европы и Дальнего Востока. Гастроли в Англии и Европе проходили так же хорошо, как и в США. Новый участник группы Алан Уайлдер присоединился к ним во время второй части гастролей по Великобритании, но пока неофициально, и поэтому его имени не было в списке участников группы на альбоме A Broken Frame. Переиздание альбома вышло 2 октября 2006 года в Великобритании и 3 октября в США.
В 2015 году греческий синти-поп дуэт Marsheaux выпустил трибьют-альбом A Broken Frame. Расширенная версия альбома (An Extended Broken Frame) включает в себя расширенные версии треков из основного плей-листа и бонус-треки «Now This Is Fun» и «Oberkorn (It’s A Small Town)». На композицию «Monument» был снят видеоклип.

## Список композиций
Релиз 1982 года
 Британский LP: Mute (каталожный номер: Stumm 9)
Слова и музыка всех песен — Мартин Гор.
Дэйв Гаан — основной вокалист всех песен, кроме «Shouldn’t Have Done That», в которой он спел дуэтом с Мартином Гором. «Nothing to Fear», «Further Excerpts From: My Secret Garden», «Oberkorn (It’s a Small Town)» и «Excerpt From: My Secret Garden» — инструментальные композиции.
| №                   | Название            | Длительность |
| ------------------- | ------------------- | ------------ |
| 1.                  | «Leave in Silence»  | 4:51         |
| 2.                  | «My Secret Garden»  | 4:46         |
| 3.                  | «Monument»          | 3:15         |
| 4.                  | «Nothing to Fear»   | 4:18         |
| 5.                  | «See You»           | 4:34         |
| Общая длительность: | Общая длительность: | 21:44        |

| №                   | Название                   | Длительность  |
| ------------------- | -------------------------- | ------------- |
| 6.                  | «Satellite»                | 4:44          |
| 7.                  | «The Meaning of Love»      | 3:06          |
| 8.                  | «A Photograph of You»      | 3:04          |
| 9.                  | «Shouldn’t Have Done That» | 3:12          |
| 10.                 | «The Sun & the Rainfall»   | 5:02          |
| Общая длительность: | Общая длительность:        | 19:08 (40:52) |

| №                   | Название            | Длительность |
| ------------------- | ------------------- | ------------ |
| 1.                  | «Leave in Silence»  | 6:28         |
| 2.                  | «My Secret Garden»  | 4:45         |
| 3.                  | «Monument»          | 3:14         |
| 4.                  | «Nothing to Fear»   | 4:16         |
| 5.                  | «See You»           | 4:35         |
| Общая длительность: | Общая длительность: | 23:18        |

| №                   | Название                                  | Длительность  |
| ------------------- | ----------------------------------------- | ------------- |
| 6.                  | «Satellite»                               | 4:40          |
| 7.                  | «The Meaning of Love»                     | 3:06          |
| 8.                  | «Further Excerpts From: My Secret Garden» | 4:20          |
| 9.                  | «A Photograph of You»                     | 3:04          |
| 10.                 | «Shouldn’t Have Done That»                | 3:10          |
| 11.                 | «The Sun & the Rainfall»                  | 5:02          |
| Общая длительность: | Общая длительность:                       | 23:22 (46:40) |

| №                   | Название                   | Длительность |
| ------------------- | -------------------------- | ------------ |
| 1.                  | «Leave in Silence»         | 4:52         |
| 2.                  | «My Secret Garden»         | 4:46         |
| 3.                  | «Monument»                 | 3:15         |
| 4.                  | «Nothing to Fear»          | 4:19         |
| 5.                  | «See You»                  | 4:35         |
| 6.                  | «Satellite»                | 4:43         |
| 7.                  | «The Meaning of Love»      | 3:07         |
| 8.                  | «A Photograph of You»      | 3:04         |
| 9.                  | «Shouldn’t Have Done That» | 3:12         |
| 10.                 | «The Sun & the Rainfall»   | 5:06         |
| Общая длительность: | Общая длительность:        | 40:59        |

Концерт в Хаммерсмите (октябрь 1982)
| №                   | Название              | Длительность |
| ------------------- | --------------------- | ------------ |
| 11.                 | «My Secret Garden»    | 7:32         |
| 12.                 | «See You»             | 4:10         |
| 13.                 | «Satellite»           | 4:22         |
| 14.                 | «Nothing to Fear»     | 4:28         |
| 15.                 | «The Meaning of Love» | 3:13         |
| 16.                 | «A Photograph of You» | 3:31         |
| Общая длительность: | Общая длительность:   | 27:16        |

| №                   | Название                         | Длительность |
| ------------------- | -------------------------------- | ------------ |
| 17.                 | «Now, This Is Fun»               | 3:27         |
| 18.                 | «Oberkorn (It’s a Small Town)»   | 4:09         |
| 19.                 | «Excerpt From: My Secret Garden» | 3:17         |
| Общая длительность: | Общая длительность:              | 10:53        |

Фильм о процессе создания альбома
| №   | Название                                                           | Длительность   |
| --- | ------------------------------------------------------------------ | -------------- |
| 20. | «Depeche Mode: 1982 (The beginning of their so-called dark phase)» | 27:09 (106:18) |

## Позиции в чартах и сертификации
| Чарт (1982)             | Высшая позиция |
| ----------------------- | -------------- |
| German Albums Chart     | 56             |
| Swedish Albums Chart    | 22             |
| UK Albums Chart         | 8              |
| US Billboard Pop Albums | 177            |
| Чарт (2006)             | Высшая позиция |
| French Albums Chart     | 194            |

| Страна               | Сертификация | Продажи |
| -------------------- | ------------ | ------- |
| Великобритания (BPI) | Золотая      | 100 000 |

## Участники записи
- Дэйв Гаан — вокал, бэк-вокал (9)
- Мартин Гор — клавишные, бэк-вокал, музыка/слова, вокал (9), драм-машина
- Эндрю Флетчер — клавишные, бэк-вокал
- Продюсеры: Дэниел Миллер и Depeche Mode
- Инженеры: Джон Фрайер, Эрик Рэдклифф
- Фото: Брайан Гриффин
- Дизайн: Мартин Аткинс
- Шрифт: Чинг Чинг Ли
- Стиль одежды: Джаки Фрай

## Broken Frame Tour
Broken Frame Tour (в переводе с англ. — «Сломанная структура — Тур») — четвёртый тур группы «Depeche Mode» в поддержку второго альбома A Broken Frame. Прошёл с 4 октября 1982 по 10 апреля 1983 года. Также 28 мая последнего года группа участвовала на Евро Фестивале, где не была главным участником концерта, но исполняла песни с этого альбома.
Группа начала тур спустя 10 дней после выхода альбома. В течение всего октября они посетили всю Великобританию и Ирландию. Именно в это время, в Хаммерсмите были сделаны записи с концерта, шесть песен попали в переиздание 2006 года на оригинальный альбом.
С ноября по декабрь группа выступала в Швеции, Дании и Германии, а уже в марте-апреле 1983 года Depeche Mode побывали в США и Канаде, после чего тур был окончен, а группа приступила к записи следующего альбома Construction Time Again.
Запись некоторых песен с концерта в Хаммерсмите вышла в Deluxe-версии альбома A Broken Frame.
| №                   | Название              | Длительность |
| ------------------- | --------------------- | ------------ |
| 1.                  | «My Secret Garden»    | 7:32         |
| 2.                  | «See You»             | 4:10         |
| 3.                  | «Satellite»           | 4:22         |
| 4.                  | «Nothing to Fear»     | 4:28         |
| 5.                  | «The Meaning of Love» | 3:13         |
| 6.                  | «A Photograph of You» | 3:31         |
| Общая длительность: | Общая длительность:   | 27:16        |